# 128345 Danielbamberger
128345 Danielbamberger este o planetă minoră (asteroid) din centura de asteroizi. A fost descoperită pe 15 aprilie 2004 la Emerald Lane Observatory⁠(d) de Loren C. Ball⁠(d). 
Obiectul prezintă o orbită caracterizată de o semiaxă mare de 2,5855298734613 UAi, o excentricitate de 0,16, o înclinație de 8,3 ° în raport cu ecliptica.